# Limmenius porcellus
Genre
Espèce
Limmenius porcellus, unique représentant du genre Limmenius, est une espèce de tardigrades de la famille des Milnesiidae. 

## Distribution
Cette espèce est endémique de Nouvelle-Zélande.

## Description
L'holotype mesure 675 µm.

## Publication originale
- Horning, Schuster & Grigarick, 1978 : Tardigrada of New Zealand. New Zealand Journal of Zoology, vol. 5, no 2, p. 185-280 (texte intégral).